# Могилевич Михайло Єхунович
Миха́йло (Міша) Єху́нович Могиле́вич (1920—1986) — поет, єврейський письменник, перекладач їдишем творів українських письменників

## Життєпис
Народився 1920 року в місті Чорнобиль. Писати вірші почав ще у шкільні роки, друкувалися в газеті «Дер штерн». Закінчив будівельний технікум та дворічні курси інженерів газового господарства.
Учасник Другої світової війни з 1941 по 1945 рік. Демобілізувавшись, повернувся до Києва. Працював майстром на заводі «Кераміка», вдостоєний почесного звання «Заслужений будівельник».
Помер 1986 року в місті Київ; похований там само.
Визнання громадськості здобули збірки поезій на їдиш «Відвертість» («Офнгарцикайт», 1970), «Життя», «Серце скрипки». 1987 року вийшла збірка «Коли трави співають». Твори виходили в перекладі на російську та українську мови.